# Trận Alma
Trận Alma là trận đánh lớn đầu tiên của cuộc Chiến tranh Krym, diễn ra vào ngày 20 tháng 9 năm 1854 giữa liên quân Anh- Pháp- Ottoman với quân đội Đế quốc Nga, và kết thúc sau 3 tiếng đồng hồ với thắng lợi quyết định của quân Đồng minh, trong đó cả hai phe đều chịu thiệt hại không nhỏ (mà nhất là quân Nga). Cũng như trong trận Balaclava về sau đó, các lực lượng Anh giữ gánh nặng chủ yếu trong trận Alma. Sau chiến thắng này, căn cứ Sevastopol đã rộng mở cho liên quân Anh - Pháp, song họ không khai thác thành quả của họ, tạo điều kiện cho quân Nga cố thủ tại Sevastopol và kéo dài cuộc chiến. Trận Alma đã góp phần thể hiện tài năng của Colin Campbell, người đã gần như là đơn thương độc mã giành thắng lợi trong trận này.
Sau khi đổ bộ ở Eupatoria, liên quân kéo về Sevastopol và phát hiện quân Nga do A. S. Menshikov chỉ huy ở một vị trí phòng ngự vùng thượng lưu sông Alma, ngăn chặn đường tiến của liên quân. Quân Đồng minh triển khai ở bờ bắc sông Alma và trải dài ra ngoài phạm vi. Một sư đoàn Ottoman do người Pháp chỉ huy án ngữ ở bờ Biển Đen. Quân Pháp dưới quyền tướng Jacques Leroy de Saint Arnaud đóng ở bên phải, trong khi quân Anh do tướng Fitzroy Somerset, Nam tước Raglan thứ nhất chỉ huy trấn thủ ở giữa và bên trái. Lữ đoàn Kỵ binh nhẹ Anh của Chuẩn tướng Thomas Brudenell, Bá tước thứ 7 của Cardigan đóng xa về bên trái của liên quân. Dưới sự chỉ huy của Saint-Arnaud, quân Pháp và quân Ottoman đã đánh bọc sườn trái của quân Nga, nhưng bước tiến của họ bị chặn lại. Trước tình hình đó, người Pháp đã gửi thư yêu cầu Anh tấn công để giải nguy. Không chút suy nghĩ, Raglan đã tiến quân quá sớm vào giữa trận địa. Sư đoàn Bộ binh nhẹ Anh cùng với một số đơn vị thuộc Sư đoàn số 2 đã chiếm được Trận địa pháo Lớn của quân Nga, song một cuộc phản công của quân địch đã đánh bật họ. Nhưng sau đó, cuộc tấn công của quân Nga đã bị hai khẩu pháo Anh chặn đứng, và quân Anh đã tiếp tục tấn công. Từ Trận địa pháo Lớn, quân Nga tiến công Lữ đoàn Vệ binh thuộc Sư đoàn số 1 của Anh, nhưng bị đẩy lui và Vệ binh Anh đã chiếm được Trận địa pháo Lớn. Ngoài ra, Thiếu tướng Campbell đã vãn hồi tình hình cho Quân đội Anh. Để khắc phục sai lầm của các cấp trên, ông cho quân vừa bắn súng hỏa mai vừa tiến công nhanh trên một chặn đường dài 2.000 yard. Những người lính của Campbell được xem là lực lượng hùng mạnh nhất trong Quân đội Anh khi ấy: họ đã đánh tan Trung đoàn Suzdal và khoét một lỗ hổng vào quân cánh phải của Nga. Trong khi đó họ chỉ chịu tổn thất nhẹ nhàng.
Không lâu sau, trước sức tấn công mãnh liệt của Lữ đoàn của Campbell, toàn bộ quân Nga triệt thoái. Nhìn chung, cánh trái quân Nga đã chìm trong dưới làn đạn pháo của quân Pháp trong khi trung quân của họ đã bị đập tan trước sức tấn công dữ dội của quân Anh Hỏa lực vượt trội của quân Anh đã tàn sát địch thủ trước cả khi họ nằm trong tầm đạn của quân Nga và đem lại thắng lợi cho họ. Saint-Arnaud đã khước từ đề nghị truy kích của Raglan. Được xem là một thắng lợi huy hoàng của liên quân Anh - Pháp, trận Alma đẫm máu đã góp phần xoay chuyển cục diện cuộc chiến theo chiều hướng bất lợi cho quân Nga sau những thắng lợi của họ trước quân Ottoman.